# Millepora intricata
Millepora intricata is een hydroïdpoliep uit de familie Milleporidae. De poliep komt uit het geslacht Millepora. Millepora intricata werd in 1860 voor het eerst wetenschappelijk beschreven door Milne Edwards & Haime. 